# Capsiempis
Genre
Capsiempis est un genre monotypique de passereaux de la famille des Tyrannidés. Il se trouve à l'état naturel en Amérique du Sud et centrale.

## Liste des espèces
Selon la classification de référence du Congrès ornithologique international (version 6.4, 2016) :
- Capsiempis flaveola — Tyranneau flavéole (Lichtenstein, MHK, 1823)
  - Capsiempis flaveola semiflava (Lawrence, 1865)
  - Capsiempis flaveola cerula Wetmore, 1939
  - Capsiempis flaveola leucophrys von Berlepsch, 1907
  - Capsiempis flaveola magnirostris Hartert, 1898
  - Capsiempis flaveola flaveola (Lichtenstein, MHK, 1823)